# Kirchenruine St. Laurentius

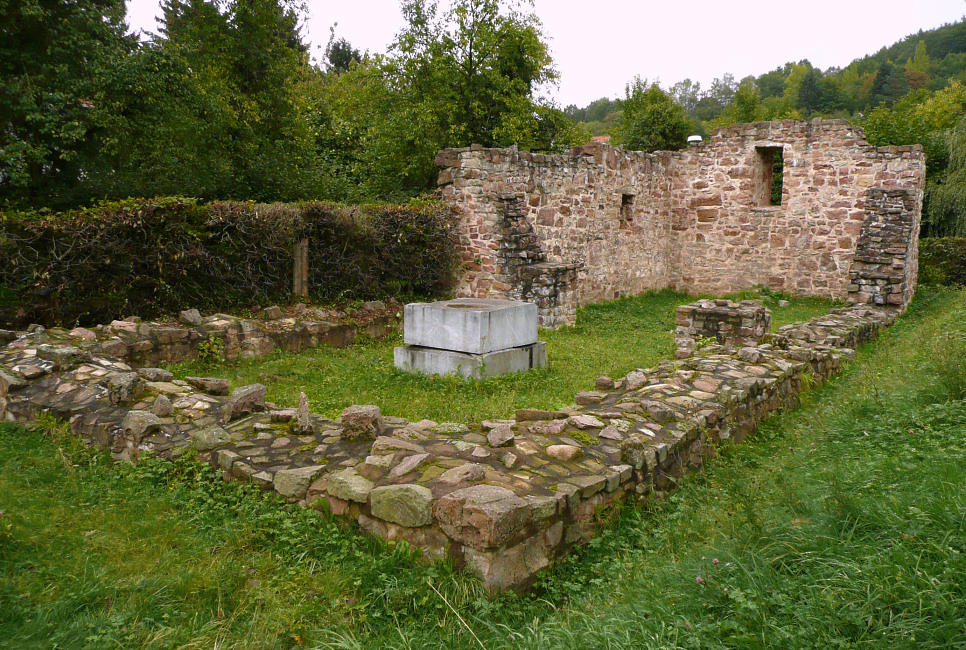
Mauerreste und ausgegrabene Fundamente

Bei der Kirchenruine St. Laurentius im Stadtteil Altmünden von Hann. Münden in Niedersachsen handelt es sich um die Ruine eines Kirchenbaus. Er war das Gotteshaus von Gimundi, einer Vorläufersiedlung von Münden, von der sich oberirdisch nur wenige Mauerreste erhalten haben. Die Kirche bestand aus zwei zeitlich nacheinander entstandenen Gebäudeteilen aus der Zeit der Romanik um das 11. bis 12. Jahrhundert und der Zeit der Gotik um das 13. Jahrhundert. Wegen seiner mächtigen Mauern wird der Bau in der Anfangszeit als Wehrkirche angesehen. Die Kirche wurde im Dreißigjährigen Krieg abgebrochen, da das Steinmaterial für andere Kirchenbauten in Münden benötigt wurde.

## Beschreibung

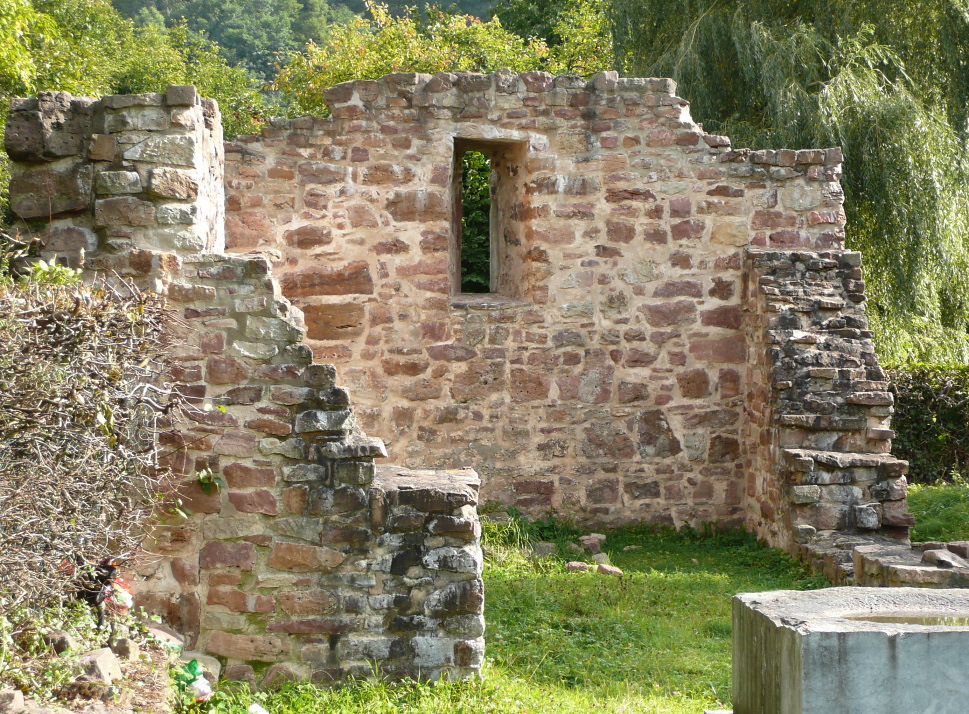
Giebelrest des jüngeren Ostbaus

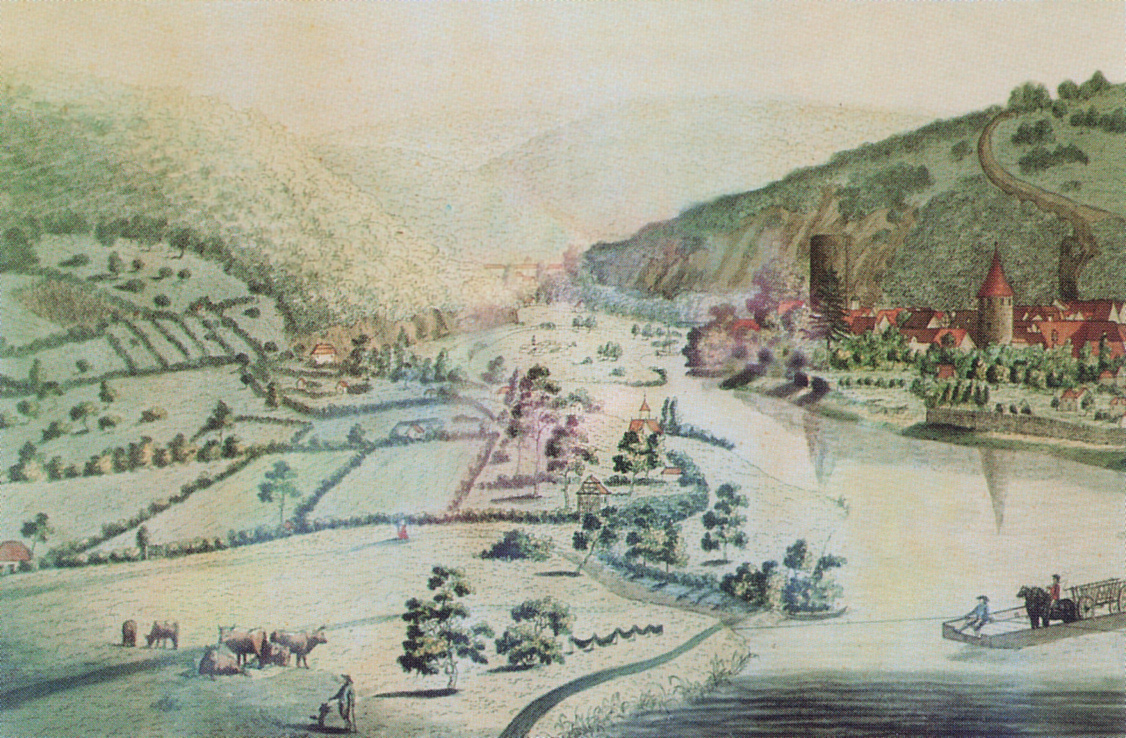
Bild von 1791 mit dem Wüst gefallenen Siedlungsbereich von Altmünden als dem Standort der Kirche, auf der gegenüber liegenden Flussseite Münden

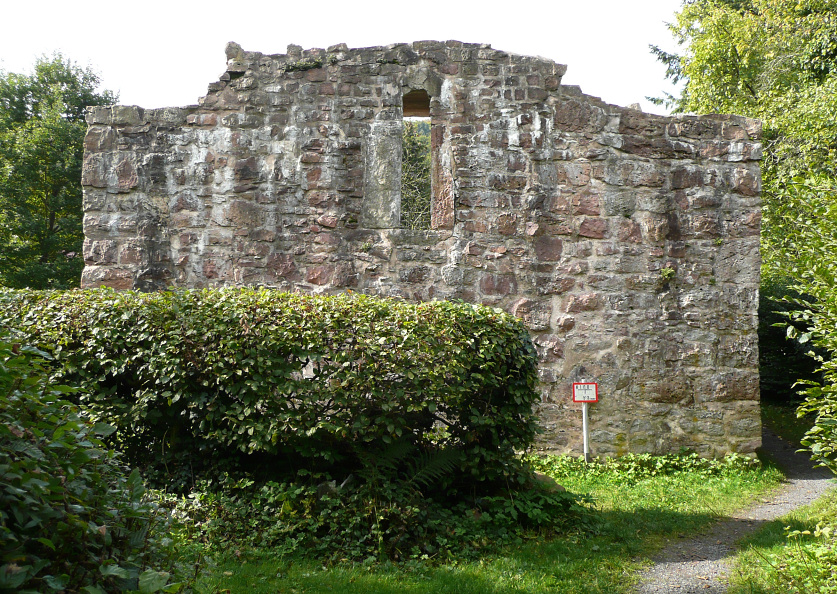
Außenseite des Giebels mit gotischem Fenster

Die baulichen Reste der Kirche befinden sich heute in einem Kleingartengelände nahe der Weser. Nach dem Kirchenabbruch im Dreißigjährigen Krieg wurde das Gelände ab dem 17. Jahrhundert als Garten genutzt. Eine stehen gebliebene Mauerecke des Chors wurde bereits damals in ein neu gebautes Gartenhaus einbezogen. Die weiteren Fundamente verschwanden unter einer bis zu 60 cm starken Humusschicht. Ein letzter oberirdisch sichtbarer Rest der Kirche war im 20. Jahrhundert der Ostgiebel des Kirchenbaus mit einer Höhe von etwa 6 m. Im Giebel befand sich ein gotisches Fenster. Wegen Baufälligkeit wurden um 1960 die oberen 1,5 Meter des Mauerwerks abgerissen. Die größten Ausmaße hatte die Kirche im Spätmittelalter mit 19 Meter Länge und etwa 8,5 Meter Breite bei einer Mauerstärke von 1,5 Meter. Die Höhe des Firstes wird bei rund 10 Meter vermutet.
Im Jahre 2000 wurde im Inneren der Ruine ein Kunstwerk aus zwei übereinandergelegten Granitsteinen aufgestellt. In den oberen Stein ist ein Taufbecken eingetieft, in dem sich Regenwasser sammelt.

## Ausgrabung
Als es 1993 zu Baugrunduntersuchungen für ein Bauprojekt kam, wurden die unterirdisch liegenden Fundamente der Kirche entdeckt. Sie wurden bei einer Ausgrabung unter Leitung des Archäologen Klaus Grote zwischen 1993 und 1996 freigelegt. Die noch komplett vorhandenen Kirchenfundamente gehörten zu zwei miteinander verbundenen Bauwerken. Der Westbau hatte Ausmaße von etwa 9,5 × 8,5 m. Der Ostbau mit dem noch oberirdisch vorhandenen Kirchengiebel war etwa 9,5 × 7,5 m groß.

### Funde
Fundstücke der Ausgrabung waren Keramikscherben, Tierknochen als Speiseabfälle, Münzen sowie Eisenteile. Die Funde waren nicht nur dem Kirchenbau, sondern auch dem früheren Dorf Gimundi zuzurechnen. Seine Entstehungszeit wird aufgrund von gefundenem Hüttenlehm und Holzkohle im 9.–11. Jahrhundert vermutet. Ein silberner Hohlpfennig wurde im 14. Jahrhundert in Hannover geprägt.
Mittig im Westbau wurde im Boden das Skelett einer jugendlichen Person gefunden, deren Bestattung sich in das 14. bis 15. Jahrhundert datieren ließ. Im Außenbereich fanden sich acht Kinderbestattungen, deren Skelette sich nur schlecht erhalten haben. Die Bestattungen wurden in das 12. Jahrhundert datiert.

### Funddeutung
Der ältere Bauteil war der Westbau als romanisch ausgeprägte Wehrkirche, die vermutlich zwischen 1000 und 1200 erbaut wurde und bis ins 15. Jahrhundert genutzt wurde. Auf den wehrhaften Charakter und die mögliche Funktion als Wehrkirche weisen die erheblichen Mauerstärken. Um 1300 erfolgte der Anbau des Ostbaus, was vermutlich der Vergrößerung des Chorraums diente. Hinweise auf einen Kirchturm ergaben sich nicht.